# Игловидные
Иглови́дные (лат. Syngnathoidei) — подотряд морских, солоноватоводных и пресноводных рыб из отряда иглообразных (Syngnathiformes). В состав подотряда включают 3 семейства, 62 рода и около 264 видов.

## Характеристика подотряда
Рыбы имеют удлинённое тело и маленький трубкообразный рот, за исключением «безруких» рыб-игл рода Bulbonaricus, которые не имеют даже короткого рыла в виде трубки. Верхняя челюсть невыдвижная. Брюшной плавник (если присутствует) абдоминальный. Обычно имеется слёзная кость, тогда как другие подглазничные кости обычно отсутствуют. Рёбра отсутствуют. У членов инфраотряда Syngnatha тело покрыто жёстким панцирем из костных пластин, а жаберные лепестки имеют уникальное дольчатое (лопастевидное) строение и собраны в пучки (пучкожаберные). У рыб прочих семейств жаберные лепестки удлинены и имеют нормальное гребенковидное строение. 
Некоторые группы живут среди морских трав и держатся в воде вертикально.

## Классификация
В подотряд включают следующие таксоны:
- Надсемейство Пегасоподобные (Pegasoidea)
  - Семейство Пегасовые (Pegasidae)
- Надсемейство Иглоподобные (Syngnathoidea)
  - Семейство Соленостомовые, или Трубкорыловые (Solenostomidae)
  - Семейство Игловые, или Рыбы-иглы (Syngnathidae)